# ايريك ميتييه
ايريك ميتييه (بالفرنسية: Éric Métayer )‏ (و. 1958 – م) هو ممثل، ومخرج مسرحي، وممثل دُبلاج من فرنسا . ولد في باريس .

## التعليم
تعلم في مدرسة فلوران ‏

## روابط خارجية
- ايريك ميتييه على موقع IMDb (الإنجليزية)
- ايريك ميتييه على موقع ألو سيني (الفرنسية)
- ايريك ميتييه على موقع أول موفي (الإنجليزية)
- ايريك ميتييه على موقع قاعدة بيانات الفيلم (الإنجليزية)
- ايريك ميتييه على موقع كينوبويسك (الروسية)